# Fernando Sierra
Fernando Sierra Gala (Madrid, 6 de mayo de 1995), también  conocido como Fer Sierra, es un baloncestista español. Mide 1,96 y se desempeña en las posiciones de escolta y alero. Actualmente pertenece al Club Baloncesto Toledo, equipo de Segunda FEB.

## Trayectoria deportiva
Comenzó su trayectoria en el mundo del baloncesto formándose en las categorías inferiores del Baloncesto Majadahonda. La temporada 2013-2014 recaló en el Ventask Group Las Rozas CB de la Primera nacional de Madrid. Un año después, fichó por Eurocolegio Casvi de Liga EBA, equipo al que perteneció durante 3 temporadas (desde 2014 hasta 2017).
Disputa la temporada 2017-18 en las filas del CB Plasencia Ambroz de LEB Plata, donde el madrileño disputó un total de 30 partidos acumulando una media por encuentro de casi 26 minutos, 11.5 puntos y 13.7 créditos de valoración.
En la temporada 2018-19 firma como jugador del Força Lleida Club Esportiu de la LEB Oro en la que a pesar de las lesiones, disputaría 12 partidos de liga regular promediando casi 13 minutos de media.
En junio de 2019 renueva por el Força Lleida Club Esportiu de la LEB Oro por dos temporadas. En enero de 2021 abandona el equipo catalán para recalar en el Grupo Alega Cantabria de la LEB Plata, donde termina la campaña 2020/21 con promedios de 7.2 puntos y 4.2 rebotes. 
En 2021/22 permanece en el Grupo Alega Cantabria de LEB Plata, logrando el ascenso a LEB Oro al que contribuyó con medias de 7.8 puntos y 4.6 rebotes. En 2022/23 renovó su contrato con el club, si bien únicamente pudo participar en cuatro encuentros debido a una grave lesión en el ligamento cruzado anterior de su rodilla derecha. 
En 2023/24 continuó en el equipo cántabro disputando la Liga LEB Oro y registrando promedios de 3.6 puntos y 2.5 rebotes. 
El 1 de julio de 2024 firma con el Cáceres Patrimonio de la Humanidad, club de Segunda FEB. En esta temporada 2024/25 participó en 29 encuentros con medias de 6.1 puntos y 3.3 rebotes.
En la temporada 2025-26 firma con el Club Baloncesto Toledo, de Segunda FEB.